# Objetivo de Desarrollo Sostenible 12
El Objetivo de Desarrollo Sostenible 12 (Objetivo 12 o ODS 12) trata sobre "Garantizar modalidades de consumo y producción sostenibles" y es uno de los 17 Objetivos de Desarrollo Sostenible (ODS) establecidos por las Naciones Unidas en 2015. 
El Objetivo tiene metas que deben alcanzarse para 2030. El progreso hacia las metas se medirá mediante indicadores.

## Organizaciones
Varias organizaciones mundiales se han comprometido a avanzar hacia el ODS 12 de diversas formas, por ejemplo:
- Programa de las Naciones Unidas para el Medio Ambiente.
- Organización Mundial del Turismo
- Instituto de Estadística de la UNESCO
- Sector de Educación de la UNESCO, División de Paz y Desarrollo Sostenible, Sección de Educación para el Desarrollo Sostenible.
- Conferencia de las Naciones Unidas sobre Comercio y Desarrollo
- División de Estadística de las Naciones Unidas
- Universidad de las Naciones Unidas.
- Y entre otros